# Sélibaby
Sélibaby is een stad in Mauritanië en is de hoofdplaats van de regio Guidimakha.
Sélibaby telt naar schatting 33.000 inwoners.